# Jan Molenda

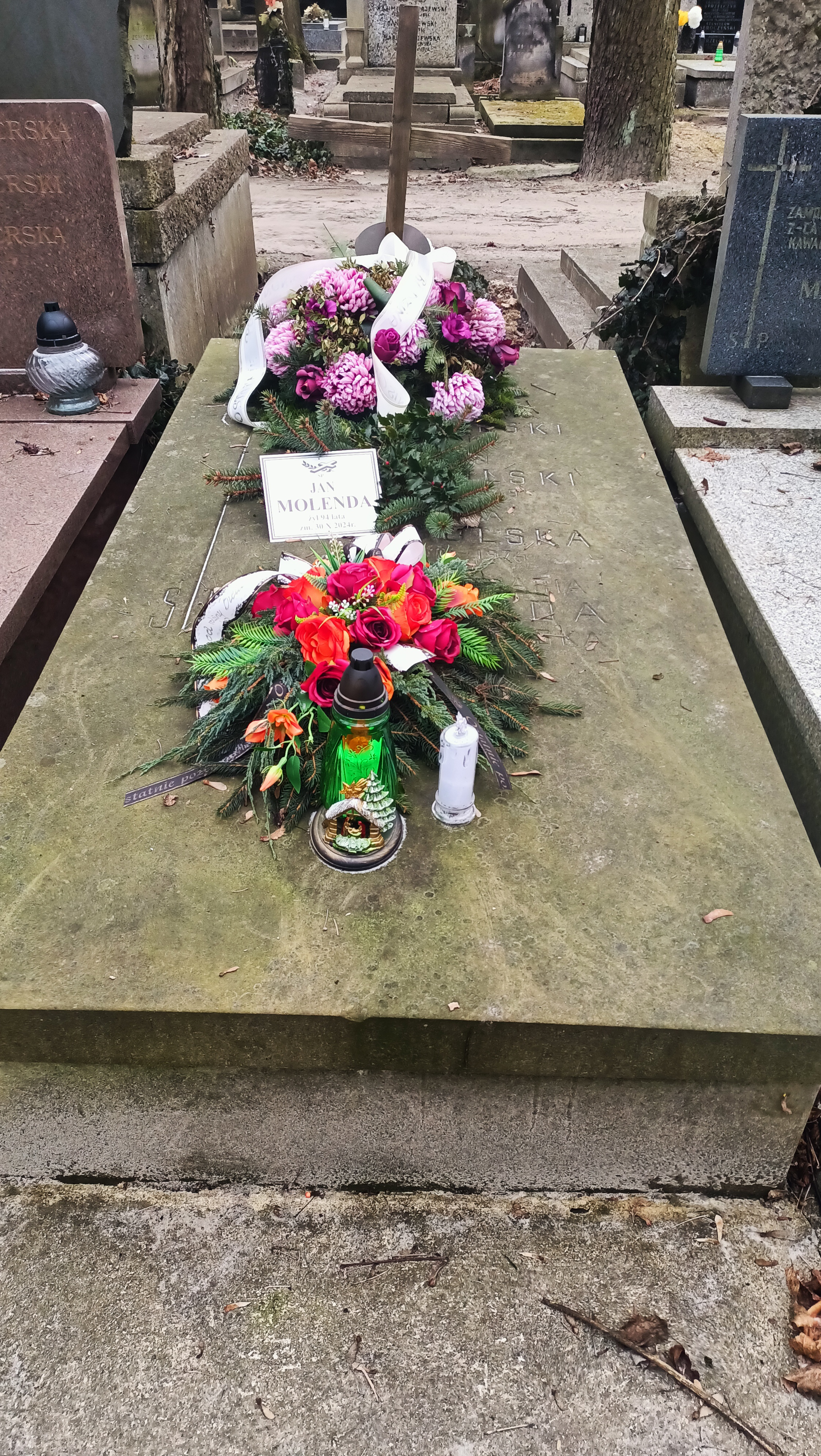
Grób Jana Molendy na cmentarzu Powązkowskim w Warszawie

Jan Molenda (ur. 12 lipca 1930 w Kosinie, w pow. łańcuckim, zm. 30 października 2024) – polski historyk, badacz dziejów najnowszych, profesor nauk humanistycznych.

## Życiorys
Jest synem rolnika i działacza ruchu ludowego Franciszka Molendy (1884–1933) i Marii z Puchałów. Jego żoną była polska historyczka Danuta Molenda (1931–2004).
Szkołę powszechną ukończył w Kosinie w 1944, a Liceum Ogólnokształcące im H. Sienkiewicza w Łańcucie w 1949 r. Absolwent Instytutu Kształcenia Kadr Naukowych i Wydziału Historycznego Uniwersytetu Warszawskiego (praca magisterska 1954 – "Walki chłopów w rewolucji 1905-1907 na terenie guberni warszawskiej" (promotor Żanna Kormanowa). Pracę doktorską "Polskie Stronnictwo Ludowe w Królestwie Polskim 1915-1918", której promotorem był prof. dr hab. Czesław Madajczyk obronił w Wyższej Szkole Nauk Społecznych przy KC PZPR w Warszawie w 1964. W 1977 uzyskał habilitację w Instytucie Historii im. Tadeusza Manteuffla PAN, z tematu "Piłsudczycy a narodowi demokraci 1908-1918". Profesor nauk humanistycznych od 2000. Jego uczniami są m.in. Tadeusz Wolsza, Jarosław Cabaj, Jerzy Z. Pająk.
Pracę rozpoczął w 1952 na UW jako asystent, w latach 1954-1967 był zatrudniony w WSNS w Warszawie, kolejno jako asystent i adiunkt. Od 1968 był zatrudniony na stanowisku docenta, a następnie profesora w Instytucie Historii PAN w Warszawie. Od 1997 wykładał także w Instytucie Historii Akademii Świętokrzyskiej im. Jana Kochanowskiego w Kielcach. Członek Komisji Historii I i II Wojny Światowej przy Komitecie Nauk Historycznych PAN. Członek rad naukowych: Instytutu Historii PAN (1981–1986, i od 1990), Polskiego Słownika Biograficznego (od 1975), Instytutu Rozwoju Wsi i Rolnictwa PAN (1990−1995), Archiwum Polskiej Akademii Nauk (od 1990), Zakładu Historii Ruchu Ludowego przy NK PSL (od 1973), Muzeum Historii Polskiego Ruchu Ludowego (od 1995), Mazowieckiego Ośrodka Badań Regionalnych (1982–1984) oraz Rady Programowo-Konsultacyjnej Instytutu im.Macieja Rataja (od 1993). Członek zespołów redakcyjnych: "Kwartalnika Historycznego" (od 1993, w l.1993–1995 zca redaktora), "Dziejów Najnowszych" (od 1968), "Roczników Dziejów Ruchu Ludowego" (od 1959). Jest członkiem Polskiego Towarzystwa Historycznego – członek i przewodniczący Komisji Ruchów Społecznych i Politycznych XIX i XX w. (1980–1991) członek Komisji Historii Najnowszej przy ZG PTH (1978-1991), przewodniczący (1964–1968) i wiceprzewodniczący (do 1968–1972) Prezydium Sekcji Historii Najnowszej przy Zarządzie Towarzystwa Miłośników Historii w Warszawie.
Jest jednym z najwybitniejszych w Polsce specjalistów zajmujących się historią ruchu ludowego, dziejami polskiej irredenty niepodległościowej oraz I wojny światowej. Badacze i recenzenci zajmujący się XIX i XX w. wyróżnili w jego dorobku naukowym kilka ważnych publikacji, które można zaliczyć do kamieni milowych krajowej historiografii. Do takich prac należy niewątpliwie zaliczyć Polska w pierwszej wojnie światowej (zob. niżej); Piłsudczycy a narodowi demokraci 1908–1918 (zob. niżej); Chłopi, naród, niepodległość. Kształtowanie się postaw narodowych i obywatelskich chłopów w Galicji i Królestwie Polskim w przededniu odrodzenia Polski, (zob. niżej). W 2018 r. Jan Molenda wraz z Pawłem Brudkiem i Jerzym Z. Pająkiem wydał drukiem ważne źródło dotyczące I wojny światowej, pt. Wielka Wojna w polskiej korespondencji zatrzymanej przez cenzurę austro-węgierską (zob. niżej). W sumie jego dorobek naukowy obejmuje ponad 200 publikacji.

## Publikacje
- Carat i klasy posiadające w walce z rewolucją 1905–1907 r. na wsi polskiej), "Przegląd Historyczny" t. 46, nr 1-2, 1955, s. 138-183
- Relacje z rozmowy Wacława Podwińskiego z Jerzym Cleinowem (Przyczynek do zagadnienia polityki władz niemieckich w kwestii polskiej w sierpniu 1915 r.), "Najnowsze Dzieje Polski. Materiały i studia z okresu 1914–1939", t. 1. 1958, s. 162-186
- Masy chłopskie i ruch ludowy w czasie wojny 1914–1918 (wybrane zagadnienia), w: Ruch robotniczy i ludowy w latach 1914–1923, Warszawa 1960 (wyd. 2 popr., 1961), s. 365-384
- Próby utworzenia ogólnonarodowej reprezentacji politycznej stronnictw Królestwa Polskiego (sierpień-grudzień 1915), "Najnowsze Dzieje Polski. Materiały i studia z okresu 1914–1939", t. 4. 1961, s. 152-189
- État des recherches sur les organisations paysannes de résistance en Pologne pendant la seconde guerre mondiale, "Acta Poloniae Historica" t. 5, 1962, s. 164-182
- Antyokupacyjne wystąpienia chłopów w Królestwie Polskim w związku z układem brzeskim z 9 lutego 1918 r. i rola w nich Polskiego Stronnictwa Ludowego, „Roczniki z Dziejów Ruchu Ludowego”, 1963, nr 3, s. 128-135
- (współautor: Jerzy Holzer), Polska w pierwszej wojnie światowej, Warszawa: "Wiedza Powszechna" 1963 (wyd. 2 przejrz. i uzup. 1967, wyd. 3 – 1973).
- Polskie Stronnictwo Ludowe w Królestwie Polskim 1915-1918, Warszawa: Ludowa Spółdzielnia Wydawnicza 1965
- Materiały źródłowe do historii polskiego ruchu ludowego, Tom I: 1864-1918. Zebrali i opracowali Krzysztof Dunin-Wąsowicz, Stanisław Kowalczyk, Jan Molenda i Witold Stankiewicz, Warszawa 1966
- Rola ruchu ludowego w odbudowie niepodległości Polski, "Roczniki Dziejów Ruchu Ludowego", 1968, nr 10, s. 5-33
- Wkład ruchu ludowego w odzyskanie niepodległości państwa polskiego w 1918 roku, [w:] Ruch ludowy a sprawa niepodległości, Warszawa 1969, Ludowa Spółdzielnia Wydawnicza, s. 18-45
- Kształtowanie się stosunków międzypartyjnych w przededniu powstania II Rzeczypospolitej, "Najnowsze Dzieje Polski 1914–1939", 1969, t.14, s. 5-44
- Ludowcy Galicji i Królestwa Polskiego wobec odbudowy państwa polskiego (głos w dyskusji), "Dzieje Najnowsze" nr 2, s. 126-139
- Przemieszczanie się ośrodka dyspozycji państwowo-politycznej do Warszawy w latach 1915 – 1919, w: Warszawa , w II Rzeczypospolitej 1918–1939, z. 3, Warszawa 1971, s. 319-333
- Chłopski ruch polityczny od przełomu XIX wieku do listopada 1918, w: Historia chłopów polskich, t. 2 Okres zaborów, pod red. Stefana.Inglota, Warszawa 1972, s. 501-549
- Królestwo Polskie i Galicja, sierpień 1915-luty 1917, w: Historia Polski, 1914–1918, pod red. Stanisława Arnolda i Tadeusza Manteuffela, t.3, cz.3: Warszawa 1974
- Miedziński Bogusław, Polski Słownik Biograficzny, t. 20, 1975, s. 743-749
- Próby porozumień narodowych demokratów i piłsudczyków w sprawie tworzenia władz polskich po ogłoszeniu aktu 5 listopada 1916 r., "Dzieje Najnowsze" 1977, z. 3, s. 58-89
- Rola ruchu ludowego w życiu wsi i wśród innych obozów politycznych, w: Polska XIX wieku. Państwo - społeczeństwo - kultura, pod red. Stefana Kieniewicza, Warszawa 1977, s. 355-403
- Uwagi w sprawie kształtowania się świadomości narodowej w pierwszym dwudziestoleciu XX wieku, „Kwartalnik Historyczny” 1978, nr 2, s. 315-328
- Polska klasa robotnicza, zarys dziejów, t. I, cz. 2, (autor rodz. I–II), pod red. S. Kalabińskiego, Warszawa 1978
- Problemy społeczności Warszawy w dwudziestoleciu poprzedzającym odzyskanie niepodległości Polski, "Kronika Warszawy", t. 10 /1 (37), 1979, s. 5-16
- Tymczasowa Rada Stanu i Rada Regencyjna wobec polskich aspektów rewolucji w Rosji oraz radykalizacji nastrojów społeczeństwa w kraju, Dzieje Najnowsze, R. 21 z. 2 (1989) s. 3-34 RCIN - wersja elektroniczna
- Piłsudczycy a narodowi demokraci 1908-1918, Warszawa: "Książka i Wiedza" 1980.
- Powstanie II Rzeczypospolitej. Wybór dokumentów 1866-1925, Warszawa 1981, [współwydawca]
- Próby osiągnięcia kompromisu między Romanem Dmowskim i Józefem Piłsudskim w sprawie węzłowych problemów odradzającego się państwa polskiego, "Dzieje Najnowsze", 1981, t.23, z. 1-2, s. 197-226
- Obraz własny Królewiaków na tle trójzaborowego portretu Polaków, "Komunikaty Mazursko-Warmińskie" nr 1-2, 1984, 133-147
- Social Changes in Poland during World War I, w: East Central European Society in World War I, New York 1985, s. 187-201
- Koncepcje polityczne i wojskowe Władysława Sikorskiego w latach 1908-1918, w: Władysław Sikorski - Ignacy Paderewski, Lublin 1988, s. 65-98
- Transformations in the social structure and in the consciousness and aspirations of the Polish peasants at the turn of the 20th century, "Acta Poloniae Historica" t. 57, 1988, s. 117-136
- Ludowcy wobec samorządu gminnego do 1918 roku, w: Gmina wiejska i jej samorząd, pod red. Heleny Brodowskiej, Warszawa 1989, s. 278-331
- (przedmowa) Wacław Lipiński, Walka zbrojna o niepodległość Polski w latach 1905–1918, Warszawa: "Wolumen" 1990.
- The Formation of National Conscioness of the Polish Peasants and the Parte They Played in the Regaining of Independence by Poland, "Acta Poloniae Historica" 1991, t.63-64, s. 121-148
- Das Zusammenleben von Deutschem und Polen im Rhenisch - Westfälischen Industrie gebiet zu Beginn des 20 Jahrhunderts, [w:] Zwischen Abgrienzung und Assimilation Deutsche, Polen und Juden, Hanower 1996, s. 199-212
- Miejsce kobiet wśród polskiego wychodźstwa w reńsko-westfalskim okręgu przemysłowym na początku XX wieku, "Przegląd Historyczny", 1997, t.88, z.1, s. 117-134
- Obchody rocznic kościuszkowskich współorganizowane przez ludowców - koniec XIX w. - 1918 r., w: Kościuszko - powstanie 1794 r. - tradycja. Materiały z sesji naukowej w 200-łecie powstania kościuszkowskiego, pod red. J. Koweckiego, Warszawa 1997, s. 305-328
- Roman Dmowski i Józef Piłsudski : próby osiągania kompromisu w sprawie odbudowy Polski, "Niepodległość i Pamięć", 1998, Tom 5, nr 4 (13), s. 15-28
- Chłopi, naród, niepodległość: kształtowanie się postaw narodowych i obywatelskich chłopów w Galicji i Królestwie Polskim w przededniu odrodzenia Polski, Warszawa: "Neriton" : Instytut Historii PAN 1999
- Children and Youth: The Impact of the First World War upon Changes in the Position of Children in the Peasant Family and Community, „Acta Poloniae Historica” 79, 1999, s. 161–184
- Chłopi polscy w 1914 roku, „Dzieje Najnowsze” 36, nr 3, 2004, s. 113–131
- Polska w Wielkiej Wojnie 1914–1918. Kilka refleksji w sprawie stanu badań (cz. I 1914–1939), „Dzieje Najnowsze” 46, nr 3, 2014, s. 57–70
- Polska w Wielkiej Wojnie 1914–1918. Kilka refleksji w sprawie stanu badań (cz. II 1939–2014), „Dzieje Najnowsze” 47, nr 1, 2015, s. 167–190
- [wraz z Pawłem Brudkiem, Jerzym Z. Pająkiem] The Great War in Polish Correspondence Intercepted by Austro-Hungarian Censorship: Materials of Polish Censorship Groups from 1914-1918, w: The First World War on Polish lands : expectations - experiences - consequences pod red. Włodzimierza Mędrzeckiego, seria „Metamorfozy Społeczne" t. 21, Warszawa 2018, s. 199-224
- Wielka Wojna w polskiej korespondencji zatrzymanej przez cenzurę austro-węgierską Materiały polskich grup cenzury z lat 1914–1918, [oprac. wraz z Pawłem Brudkiem i Jerzym Z. Pająkiem] Tom 1–5 Warszawa Instytut Historii PAN 2018, Seria "Metamorfozy społeczne" t. 13-17" – T. 1 Wstęp, Część 1 dokumenty normatywne oddziału cenzury Centralnego Wspólnego Biura Rejestrowego Czerwonego Krzyża – Wydziału Informacyjnego dla jeńców wojennych w Wiedniu (1914–1918), – T. 2 Część 2 Materiały Polskiej Grupy Cenzury (luty–wrzesień 1915) Część 3 Materiały Polskiej Grupy Cenzury A (wrzesień 1915 – styczeń 1916) Część 4 Materiały Polskiej Grupy Cenzury B (wrzesień 1915 – styczeń 1916), – T 3 – Część 5 Materiały Polskich Grup Cenzury A I B (luty–grudzień 1916), – T. 4 – Część 6 Materiały Polskiej Grupy Cenzury I Referatu XVI (styczeń 1917 – wrzesień 1918), – T. 5 – Bibliografia, Wykaz dokumentów, Indeksy.

## Nagrody
- Nagroda "Miesięcznika Literackiego" (1981) za książkę "Piłsudczycy na Narodowi Demokraci 1908-1918" ("Książka i Wiedza")[7]

### Recenzje
- "Wspomnienia i notatki, czerwiec - wrzesień 1939", Stefan Rowecki (Grot), Warszawa 1957, "Acta Poloniae Historica" t. 1, 1958, s. 177
- "Carat i klasy posiadające w walce z rewolucją 1905-1907 w Królestwie Polskim", materiały archiwalne zebr. i oprac. S. Kalabiński, Warszawa 1956, "Acta Poloniae Historica", Tom 1, 1958, s. 172
- "Bitwa nad Bzurą (9-22 września 1939 r.)", Tadeusz Kutrzeba, Warszawa 1957, "Acta Poloniae Historica" t. 1 (1958) s. 177-178
- "W dwudziestolecie wielkiego strajku chłopskiego 1937-1957", praca zbiorowa pod red. Józefa Kowala, Varsovie 1957, "Acta Poloniae Historica", t. 2, 1959, s. 210-211
- "PPS-Lewica w latach wojny 1914–1918", W. Tych, Warszawa 1960, "Acta Poloniae Historica" t. 6, 1962, s. 160
- "Polska Partia Socjalistyczna (Frakcja Rewolucyjna) w latach 1906-1914", Teodor Ładyka, Warszawa 1972, "Dzieje Najnowsze", t. 5 /2, 1973, s. 143-148
- "Polska Organizacja Wojskowa 1914–1918", Tomasz Nałęcz, Wrocław 1984, "Dzieje Najnowsze", t. 17 /2, 1985, s. 210-214
- "Pamiętnik paryski" Eugeniusza Romera jako źródło historyczne, Dzieje Najnowsze", t. 22 /3, 1990, s. 86-91
- "Józef Piłsudski", Włodzimierz Suleja, Wrocław-Warszawa-Kraków 1995, "Acta Poloniae Historica" t. 77, 1998, s. 157-160